# 布莱苏瓦城
布莱苏瓦城（法語：Ville-en-Blaisois，法語發音：[vil ɑ̃ blɛzwa]）是法国上马恩省的一个市镇，属于圣迪济耶区。

## 地理
布莱苏瓦城（48°26'23"N, 4°57'34"E）面积6.89 平方千米，位于法国大東部大區上马恩省，该省份为法国东北部内陆省份，北起马恩省和默兹省，西接奥布省，西南接科多尔省，东南接上索恩省，东临孚日省。
与布莱苏瓦城接壤的市镇（或旧市镇、城区）包括：巴伊欧福日、多马坦勒弗朗、小杜勒旺、莫朗库尔、拉什库尔-叙泽蒙。

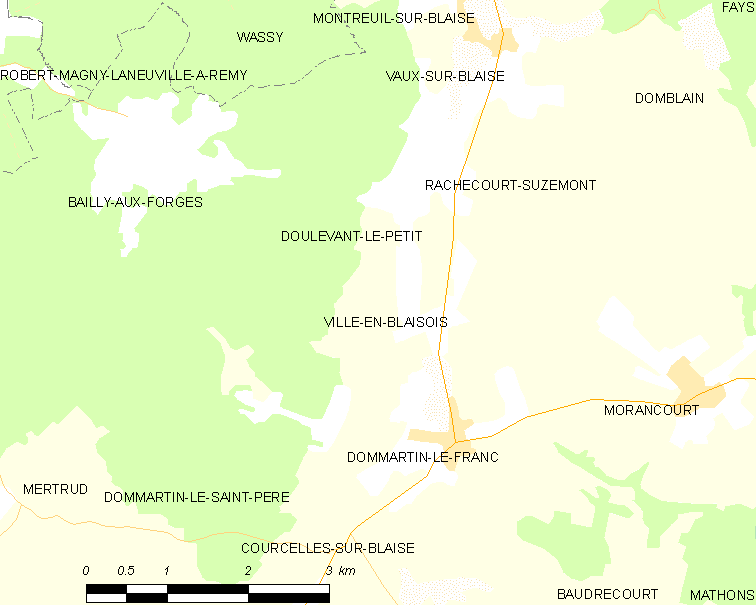
布莱苏瓦城的OSM定位图

布莱苏瓦城的时区为UTC+01:00、UTC+02:00（夏令时）。

## 行政
布莱苏瓦城的邮政编码为52130，INSEE市镇编码为52528。

## 政治
布莱苏瓦城所属的省级选区为瓦西县。

## 人口

1962-2008年间布莱苏瓦城人口变化图示

布莱苏瓦城于2022年1月1日时的人口数量为148人。